# Битва при Мюнхенгреце
Битва при Мюнхенгреце (нем. Schlacht bei Münchengrätz) — сражение, произошедшее 28 июня 1866 года во время австро-прусско-итальянской войны между войсками 1-й прусской армии принца Фридриха Карла и Эльбской армией генерала Эберхарда Герварта фон Биттенфельда с одной стороны и 1-м австрийским корпусом генерала от кавалерии Эдуарда Клам-Галласа с другой стороны.

## Планы сторон
После боя при Подоле, саксонский и 1-й австрийский корпуса отошли к Мюнхенгрецу, где решено было дать отпор прусской армии. 28 июня кронпринц Альберт Саксонский и генерал Клам-Галлас решили продолжать отступление по направлению к Гичину, с целью сближения с главными силами австрийской армии. Для прикрытия отступления, на левом берегу Изера, напротив Мюнхенгреца, была оставлена бригада генерала Лейнингена (7 батальонов, 4 эскадрона, 8 орудий). Между тем, главнокомандующий 1-й и Эльбской прусскими армиями принц Фридрих-Карл решил перейти 28 июня в наступление с целью выбить австрийцев из Мюнхенгреца.

## Ход сражения
Для атаки Мюнхенгрецской позиции с западной стороны были назначены части Эльбской армии (14-я, 15-я и 16-я пехотные дивизии с гвардейской ландверной дивизией в резерве). Для атаки с северной стороны — части 1-й армии (8-я и 7-я пехотные дивизии, имевшие в резерве 6-ю пехотную дивизию, и три кавалерийские бригады). В общий резерв был назначен 2-й армейский корпус.
Около 7:00 28 июня у села Нидер-Группа (в 7 км к северо-западу от Мюнхенгреца) произошло первое столкновение авангарда Эльбской армии под командованием генерала Этцеля (бригада 16-й пехотной дивизии — 7 батальонов, 5 эскадронов и 12 орудий) с передовыми частями бригады Лейнингена (три роты). Последние постепенно отошли назад к своим главным силам к Монастырю. Затем Лейнинген, под прикрытием тылового отряда, сдерживавшего натиск пруссаков сначала у села Вейслейм, а затем у Монастыря, в 10:00 отошёл на левый берег Изера к Мюнхенгрецу, уничтожив за собой мост. Вскоре, однако, Лейнингену пришлось отступить и от Мюнхенгреца, так как с севера показались части прусской 14-й пехотной дивизии Мюнстер-Майнхёвеля, переправившиеся вброд у Могельниц, а авангард Эльбской армии делал попытки перейти на левый берег Изера у Монастыря.
Уничтожение мостов на Изере заставило пруссаков приступить к постройке двух мостов у Могельниц и ниже Мюнхенгреца; 14-я пехотная дивизия смогла перейти на левый берег около полудня, а 15-я и 16-я дивизии начали переправу около 13:00. Это дало возможность Лейнингену отойти без преследования к селу Боссин.
Известие о наступлении прусских войск с севера и запада было получено в 1-м австрийском корпусе в 8:00, в момент подхода его к Фюрстенбруку (в 2 км к юго-востоку от Боссина). Бригаде полковника Абеле, следовавшей в хвосте колонны корпуса, было приказано остановиться у Боссина с целью обеспечить движение корпуса; с этой же целью на высоту Муски-Берг (Мужская гора) выслано два батальона и две батареи.
Как только принц Фридрих Карл узнал, что части Эльбской армии начали атаку, 8-й и 7-й пехотным дивизиям было приказано двинуться в следующих направлениях: 8-й — через Бржезину к северу Добровода, 7-й — через Ждяр к Муски-Бергу.
При выходе из Бржезина и Ждяр прусские колонны были встречены огнём австрийских батарей с Муски-Берга; 3-й и усиленной батарее не удалось заставить неприятельскую артиллерию замолчать. Огонь австрийских батарей принудил прусскую 8-ю пехотную дивизию приостановить наступление; но начальник 7-й прусской дивизии генерал Франзецкий повёл войска очень искусно: он выслал два батальона в обход правого фланга австрийцев через село Пржиграс, а два других батальона — в обход левого фланга через село Вольшина, сам же с двумя батальонами зашёл в тыл через село Днебог. Подъём на Муска-Берг во всех этих направлениях хоть был очень труден, но не казался невозможным. Прусские войска взобрались на Муски-Берг, и австрийцы вынуждены были отступить на Боссин и Фюрстенбрук.
Бригада Абеле прикрыла отступление и, одновременно с присоединившейся к ней бригадой Лейнингена, отошла к главным силам австрийцев, которые продолжали своё дальнейшее движение. Пруссаки слабо преследовали неприятеля.

## Результаты
Со стороны Пруссии в бою участвовало 14 батальонов; потери — 8 офицеров и 333 нижних чина; австрийцев участвовало 11 батальонов, потери — 20 офицеров и 1634 нижних чина. Саксонцы в сражении участия не принимали.
На следующий день под Гичином прусская армия настигла соединённые корпуса австрийцев и саксонцев и нанесла им тяжёлое поражение.